# 레아 파도바니
레아 파도바니(Lea Padovani, 1920년 7월 20일 ~ 1991년 6월 23일)는 이탈리아의 배우이다.

## 출연 작품
- 올모스트 어 맨 (1966)
- 권태 (1963)
- 코카인 (1948)